# 乌尔克河畔阿尔芒蒂耶尔
烏爾克河畔阿尔芒蒂耶尔（法語：Armentières-sur-Ourcq，法語發音：[aʁmɑ̃tjɛʁ syʁ uʁk]）是法国上法蘭西大區埃纳省的一个市镇，属于蒂耶里堡区。

## 地理
乌尔克河畔阿尔芒蒂耶尔（49°10'57"N, 3°23'11"E）面积6.81 平方千米，位于法国上法蘭西大區埃纳省，该省份为法国北部内陆省份，北起北部省，西接索姆省和瓦兹省，东临阿登省和马恩省，西南至塞纳-马恩省，东北部与比利时接壤。
与乌尔克河畔阿尔芒蒂耶尔接壤的市镇（或旧市镇、城区）包括：布雷西、布雷尼、宽西、乌尔克河畔拉克鲁瓦、楠特伊圣母村、乌希堡、罗库尔圣马丹。

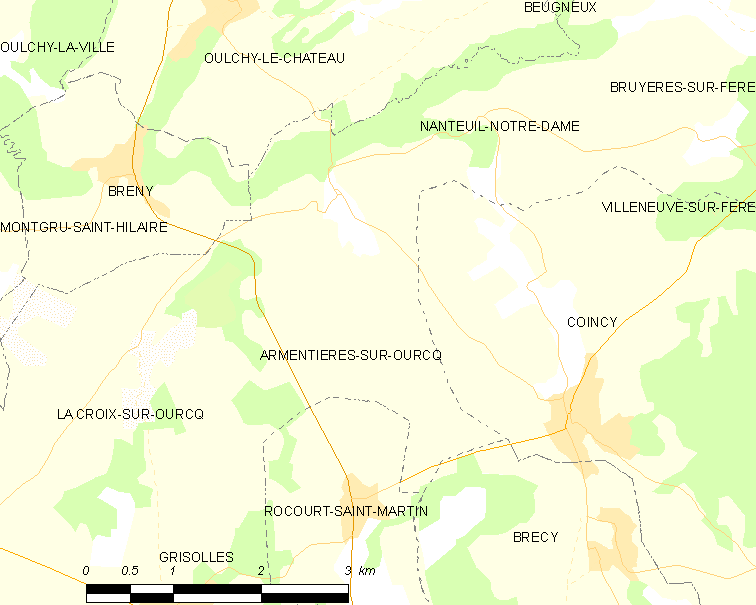
乌尔克河畔阿尔芒蒂耶尔的OSM定位图

乌尔克河畔阿尔芒蒂耶尔的时区为UTC+01:00、UTC+02:00（夏令时）。

## 行政
乌尔克河畔阿尔芒蒂耶尔的邮政编码为02210，INSEE市镇编码为02023。

## 政治
乌尔克河畔阿尔芒蒂耶尔所属的省级选区为维莱科特雷县。

## 人口

1962-2008年间乌尔克河畔阿尔芒蒂耶尔人口变化图示

乌尔克河畔阿尔芒蒂耶尔于2022年1月1日时的人口数量为98人。